# Guk (gastronomia)
Con il termine guk (국?) o tang (탕?, 湯?) s'identifica un gruppo di zuppe nella cucina coreana. Guk è una parola nativa coreana, mentre tang è un vocabolo sino-coreano originariamente indicante il bollore. Le due parole sono spesso accoppiate e usate come sinonimi, sebbene la tang sia a volte più densa della guk. Per zuppe più leggere con verdure si usa il suffisso guk, mentre per quelle più dense preparate con ingredienti solidi e usate nei riti ancestrali (jesa) si usa spesso tang.
Si tratta di una delle componenti più basilari di un pasto coreano insieme al bap (riso) e ai banchan (contorni). Nell'apparecchiare, la guk è servita con il bap a destra e le bacchette e il cucchiaio a sinistra.
Dalla guk si è sviluppata la gukbap (국밥?), cioè la zuppa di riso, come la kongnamul gukbap (콩나물국밥?) con germogli di soia.

## Varianti
La guk è in generale divisa in quattro categorie, ovverosia malgeun jangguk (맑은 장국?), gomguk (곰국?), tojangguk (토장국?) e naengguk (냉국?).

### Malgeun jangguk
Malgeun jangguk significa letteralmente "zuppa chiara"; viene servita ai pasti normali ed è condita con la doenjang (pasta di soia) o la salsa di soia. Gli ingredienti principali sono carne, pesce, verdure e frutti di mare.
- Tteokguk (떡국?), con tteok (gnocchi di riso)[5]
- Miyeokguk (미역국?), con alghe wakame[6]
- Kongnamul guk (콩나물국?), con germogli di soia[6]
- Muguk (무국?), con daikon[7]
- Gamjaguk (감자국?), con patate[8]
- Toranguk (토란국?), con taro[9]
- Bugeoguk (북어국?), con merluzzo d'Alaska[6]
- Bogeoguk (복어국?), con pesce palla[10]
- Jogaeguk (조개국?), con vongole[11]
  - Jaecheopguk (재첩국?), con jaecheop (vongole asiatiche) raccolte nei fiumi del Gyeongsang-do[12]

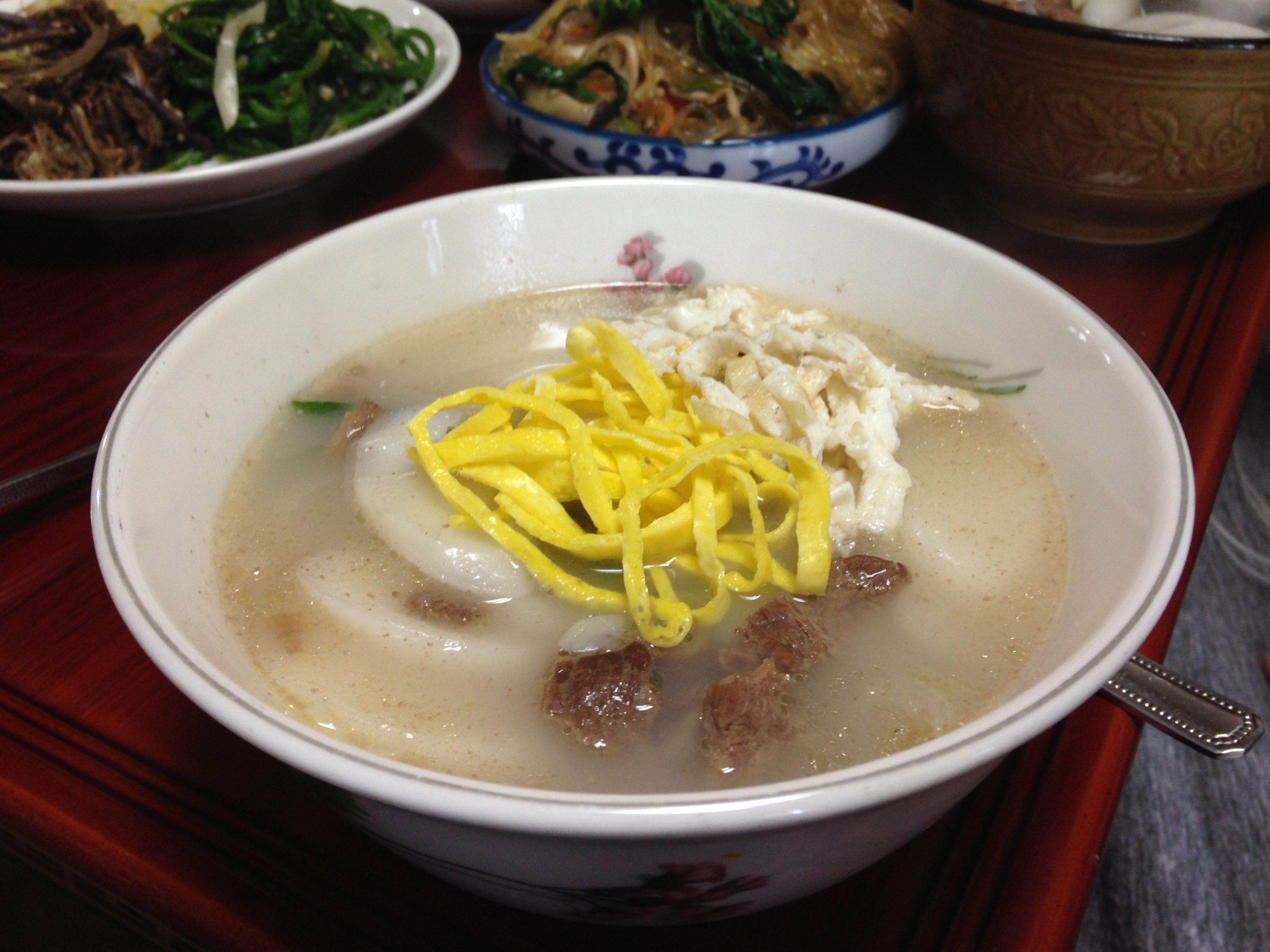
Tteokguk
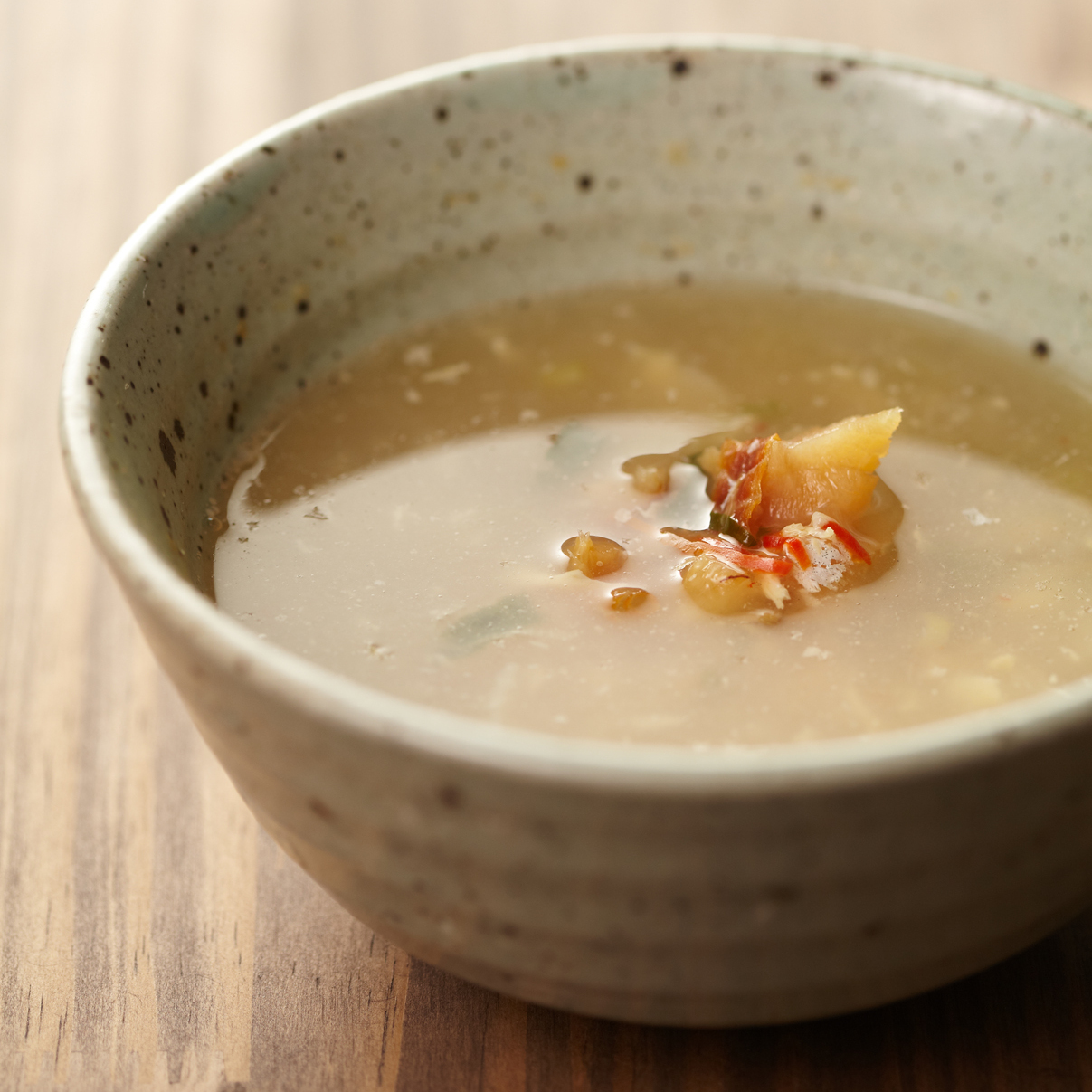
Bugeoguk
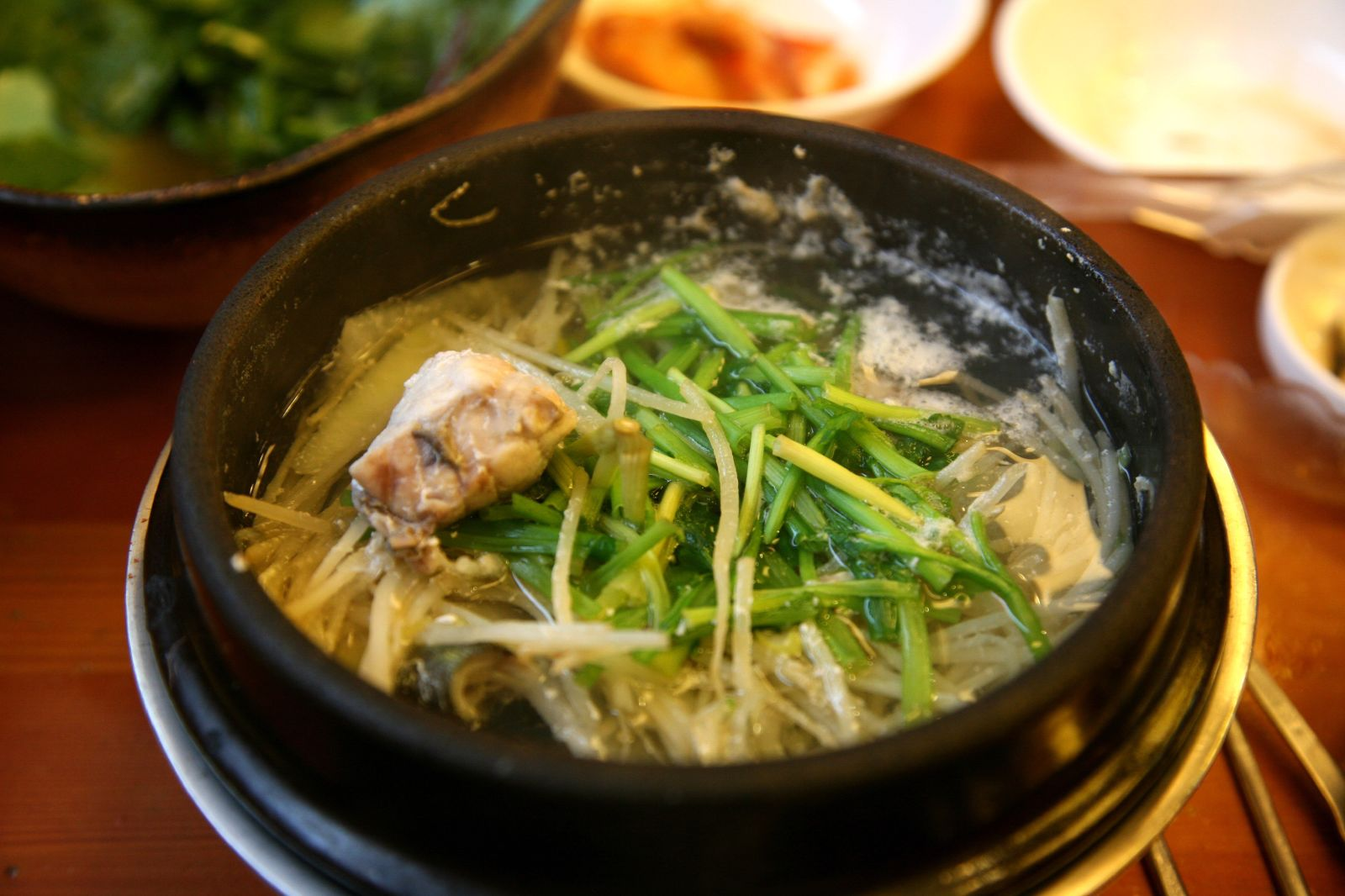
Bogeoguk

### Gomguk
La gomguk o gomtang si prepara facendo bollire a lungo varie parti del manzo come costine, coda, punta di petto o testa, oppure ossa di bue. Il brodo tende a essere latteo e dal sapore ricco e sostanzioso. Può essere preparata anche con pollo o ossa di maiale, ottenendo la samgyetang o la gamjatang.
- Di manzo
  - Gomguk/gomtang (곰국/곰탕?)[13]
    - Sagol gomtang (사골곰탕?), brodo di ossa chiare guarnito con coda o punta di petto a fette[14]
    - Kkori gomtang (꼬리곰탕?), zuppa di ossa di bue[15]

  - Seolleongtang (설렁탕?): zuppa di ossa di zampa di bue bollita per più di dieci ore finché non diventa lattea. Solitamente servita in una ciotola contenente somyeon (spaghetti molto sottili) e pezzi di manzo, e condita con scalogno a fette e pepe nero.[16]
  - Galbitang (갈비탕?), fatta con galbi o costolette di manzo[17]
  - Yukgaejang (육개장?), zuppa di manzo con fiocchi di peperoncino, salsa di soia e germogli di soia[18]
  - Doganitang (도가니탕?), zuppa con articolazioni e ossa[6]
- Di pollo e maiale
  - Samgyetang (삼계탕?), zuppa di pollo farcito con ginseng, riso glutinoso, giuggiole, aglio e castagne; viene mangiata tradizionalmente in estate[19]
  - Gamjatang (감자탕?), zuppa piccante di patate con spina dorsale di maiale[20]
  - Dwaeji gukbap (돼지국밥?), zuppa di maiale con riso tipico della costa del Gyeongsang-do[6]

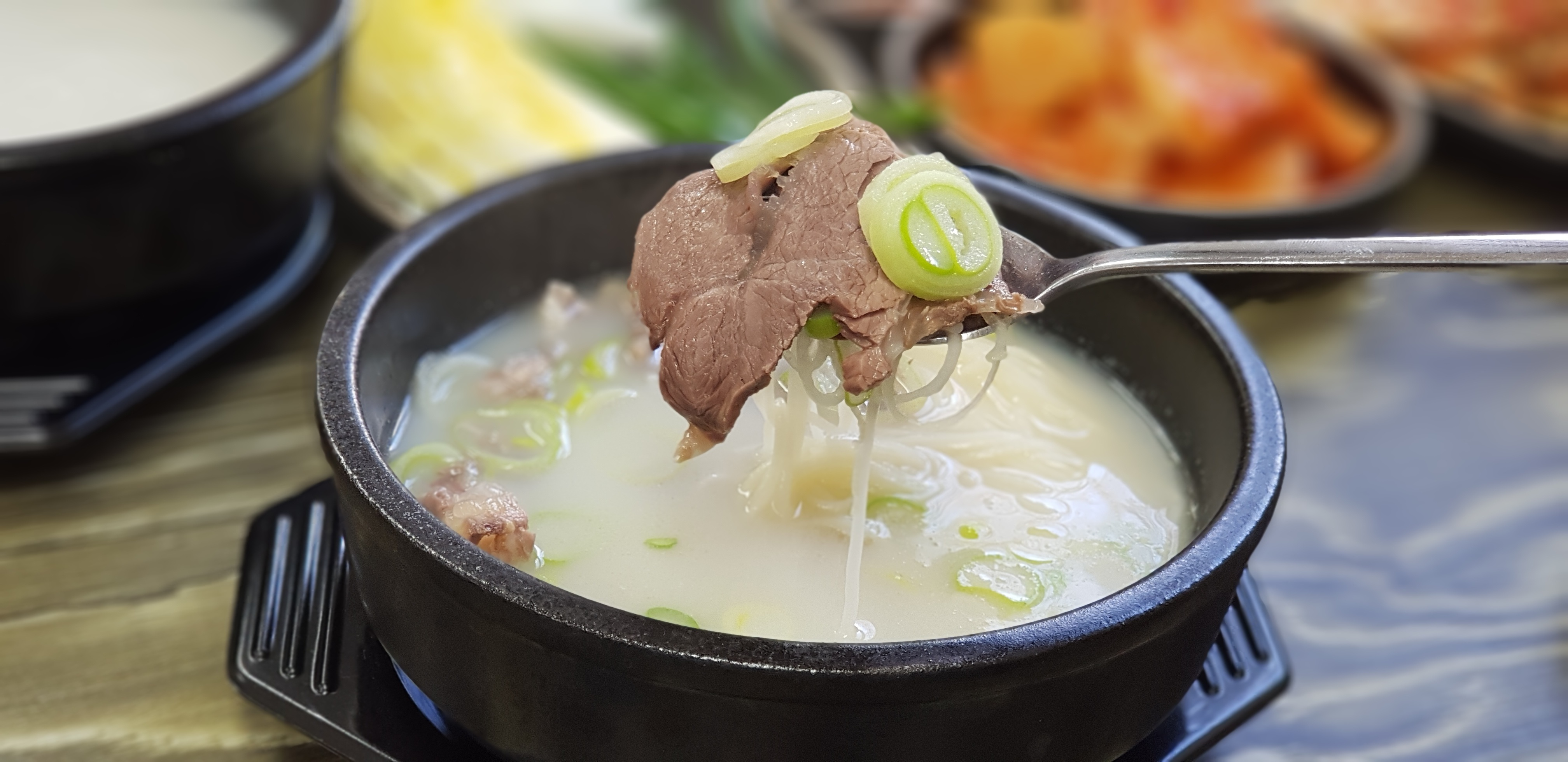
Seolleongtang
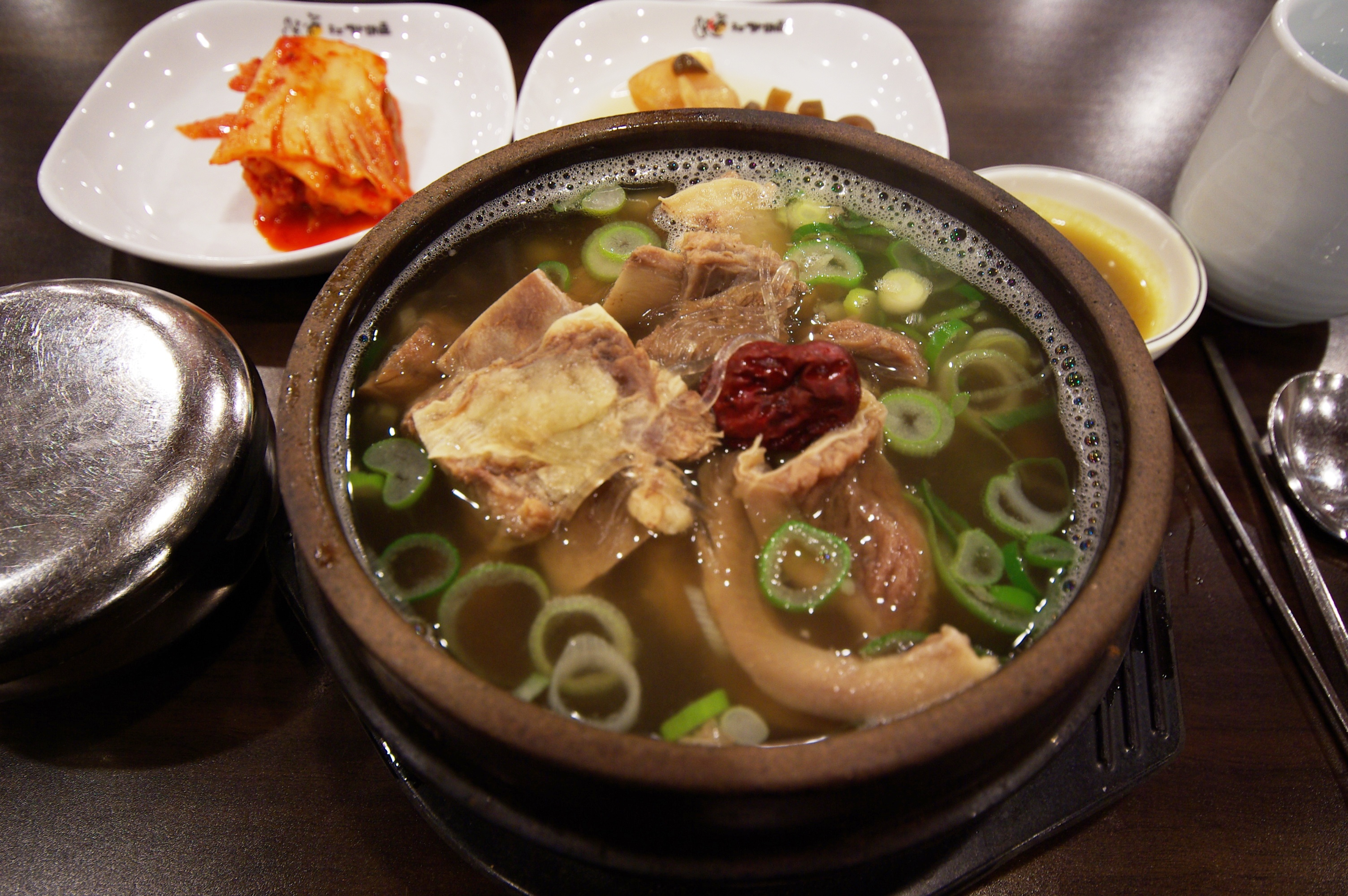
Galbitang
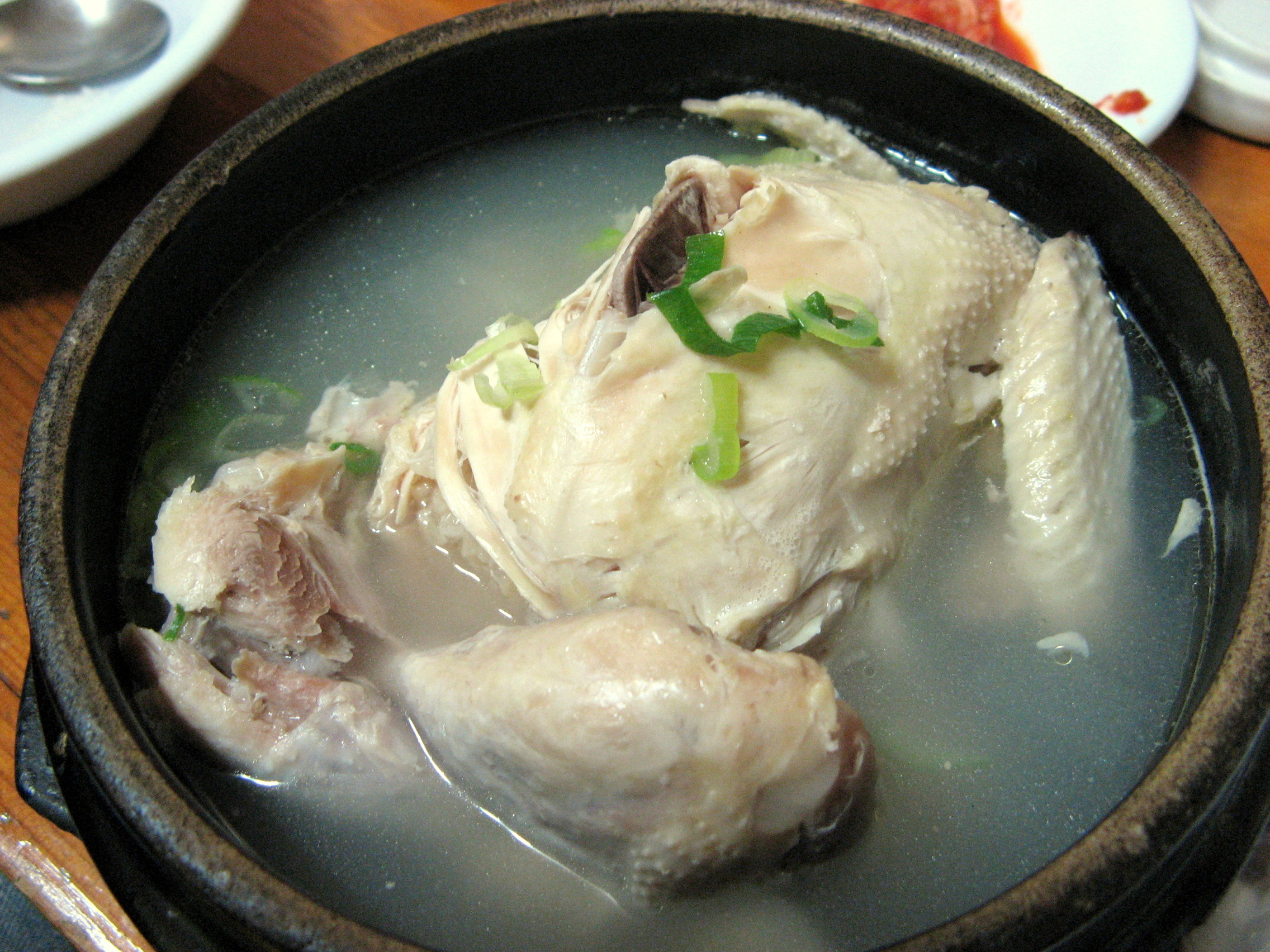
Samgyetang
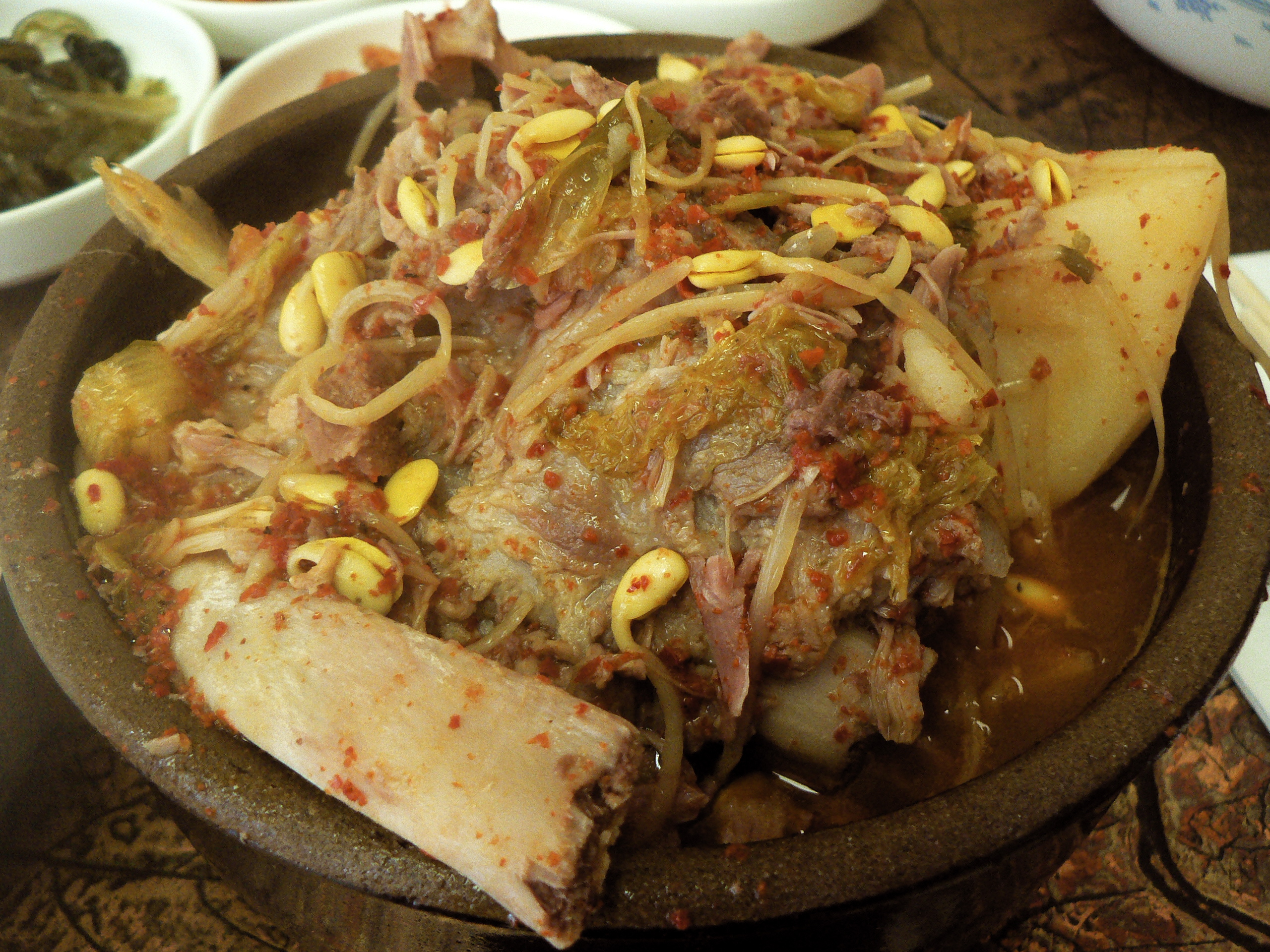
Gamjatang

### Tojangguk
Le tojangguk sfruttano come base il brodo alla doenjang e l'acqua avanzata dal risciacquo del riso (쌀뜨물?, ssaltteumulLR), e hanno un sapore deciso e saporito.
- Sigeumchi tojangguk (시금치토장국?), con spinaci[21]
- Auk tojangguk (아욱토장국?), con malva[22]
- Naengi tojangguk (냉이토장국?), con erbaforte[23]
- Ugeojiguk (우거지국?), con ugeoji (우거지?, cavolo di Pechino essiccato)[24]
- Olgaengiguk (올갱이국? o daseulgiguk (다슬기국?)), con lumache di acqua dolce (다슬기?)[25]

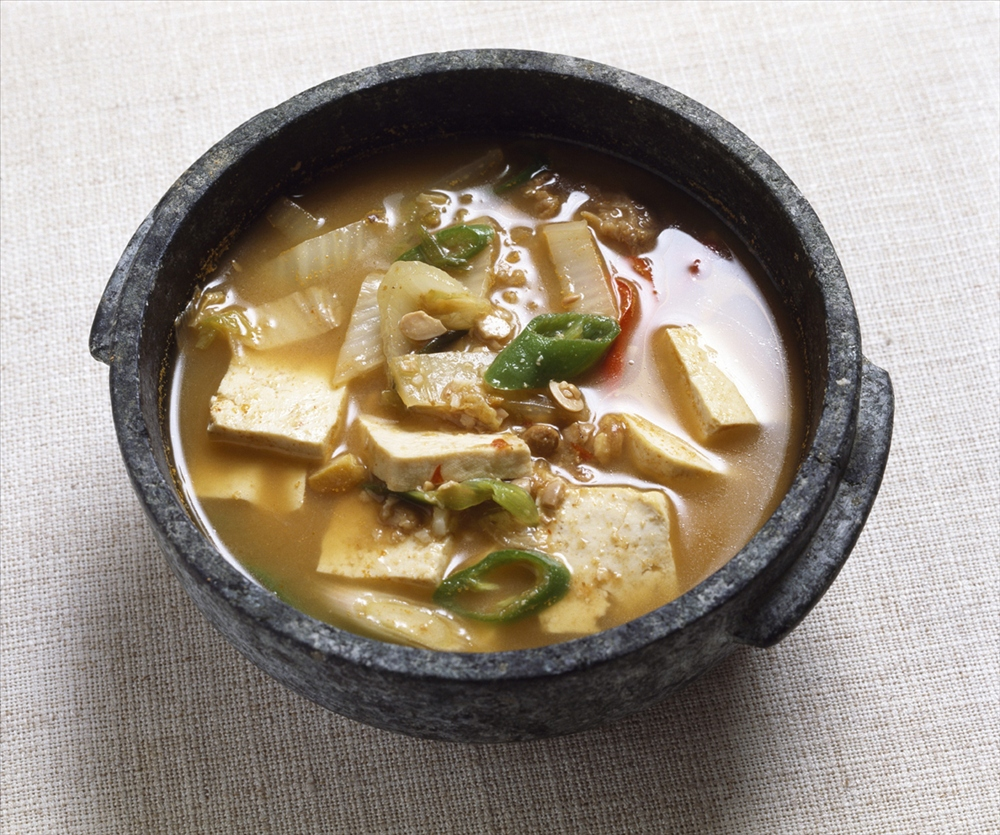
Doenjangguk

### Naengguk
Le naengguk o changuk sono zuppe fredde tipicamente estive. Si dividono in due gruppi: uno è preparato con acqua fredda e aceto per dare un sapore dolce e acido, come la miyeok naengguk (미역냉국?, zuppa fredda di alghe wakame) o la oi naengguk (오이냉국?, zuppa fredda di cetriolo); l'altro ha un sapore ricco per reintegrare i nutrienti durante la stagione calda ed è preparato con pollo, sesamo o fagioli di soia.
- Miyeok naengguk (미역냉국?), con alghe wakame[28]
- Oi naengguk (오이냉국?), con cetriolo[29]
- Kkaetguk (깻국?), con pollo e semi di sesamo macinati[30]
- Naengkongguk (냉콩국?), con germogli di soia macinati[31]
- Kongnamul naengguk (콩나물냉국?), con germogli di soia

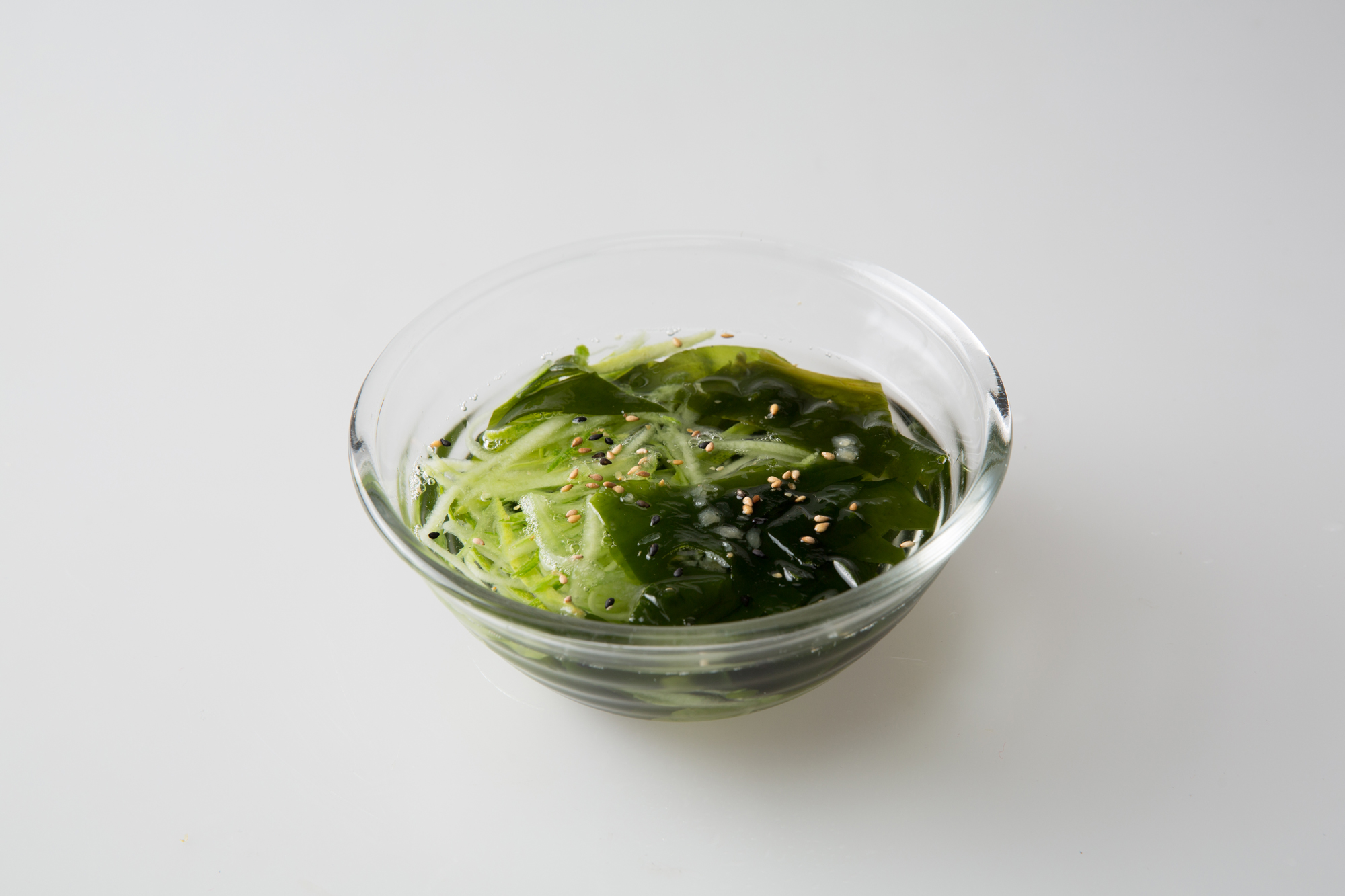
Oimiyeok naengguk, zuppa fredda di alghe e cetrioli
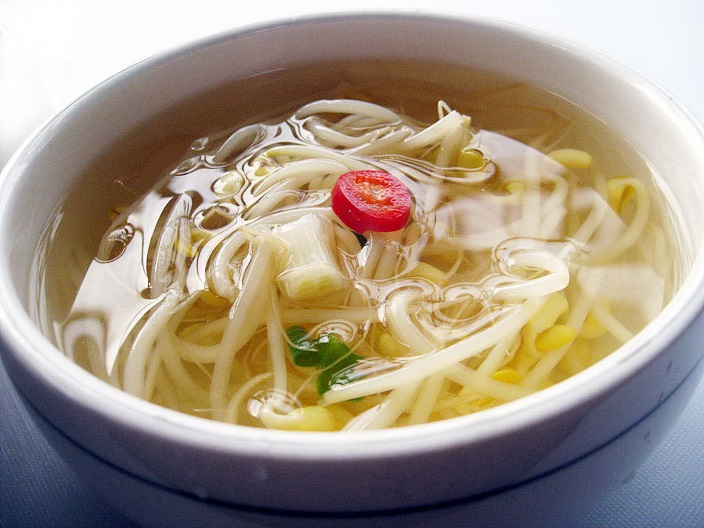
Kongnamul naengguk

### Altre tipologie
- Maeuntang (매운탕?), zuppa di pesce calda e piccante
- Haejangguk (해장국?), zuppa contro la sbornia preparata con colonna vertebrale di maiale carnosa, ugeoji, sangue di bue coagulato e verdure in un corposo brodo di manzo[24]
- Haemultang (해물탕?), con vari frutti di mare
- Haemuljaptang (해물잡탕?), con frutti di mare e frattaglie di manzo, parte della cucina della famiglia reale
- Altang (알탕?), con myeongnan jeot (명란젓?), cioè uova di merluzzo saltate e condite con peperoncino, o con uova fresche
- Chueotang (추어탕?), con cobite del fango cinese
- Yongbongtang (용봉탕?), con pollo, carpa e tartaruga dal guscio molle
- Manduguk (만두국?), zuppa di mandu
- Wanjatang (완자탕?), zuppa di wanja (jeon simili a polpette di manzo)
- Gyerantang (계란탕?), con uova
- Ssukkuk (쑥국?), con artemisia
- Sundaeguk (순댓국?), con sundae, e a volte intestino (gopchang), fegato, polmoni, cartilagine e carne[20]

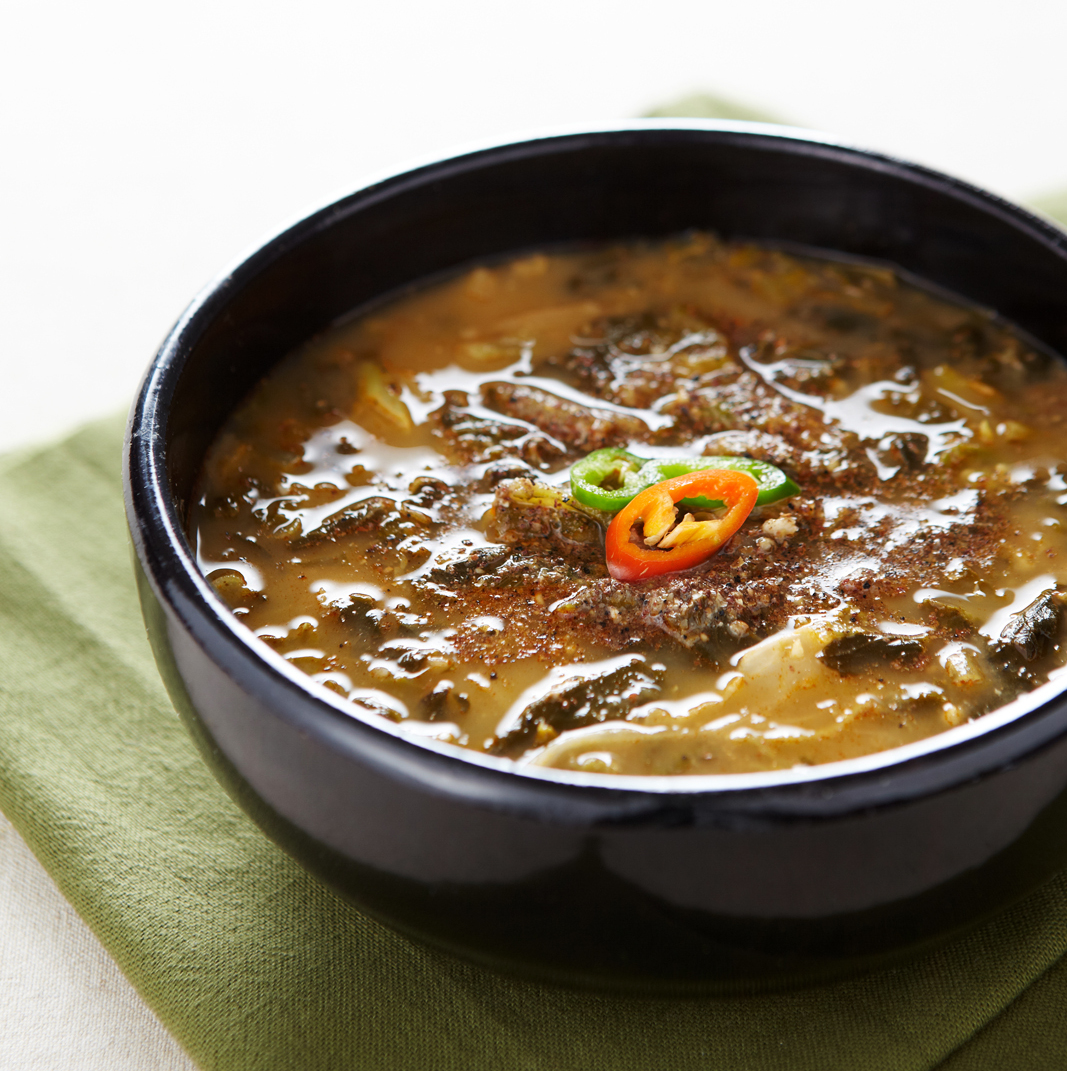
Chueotang
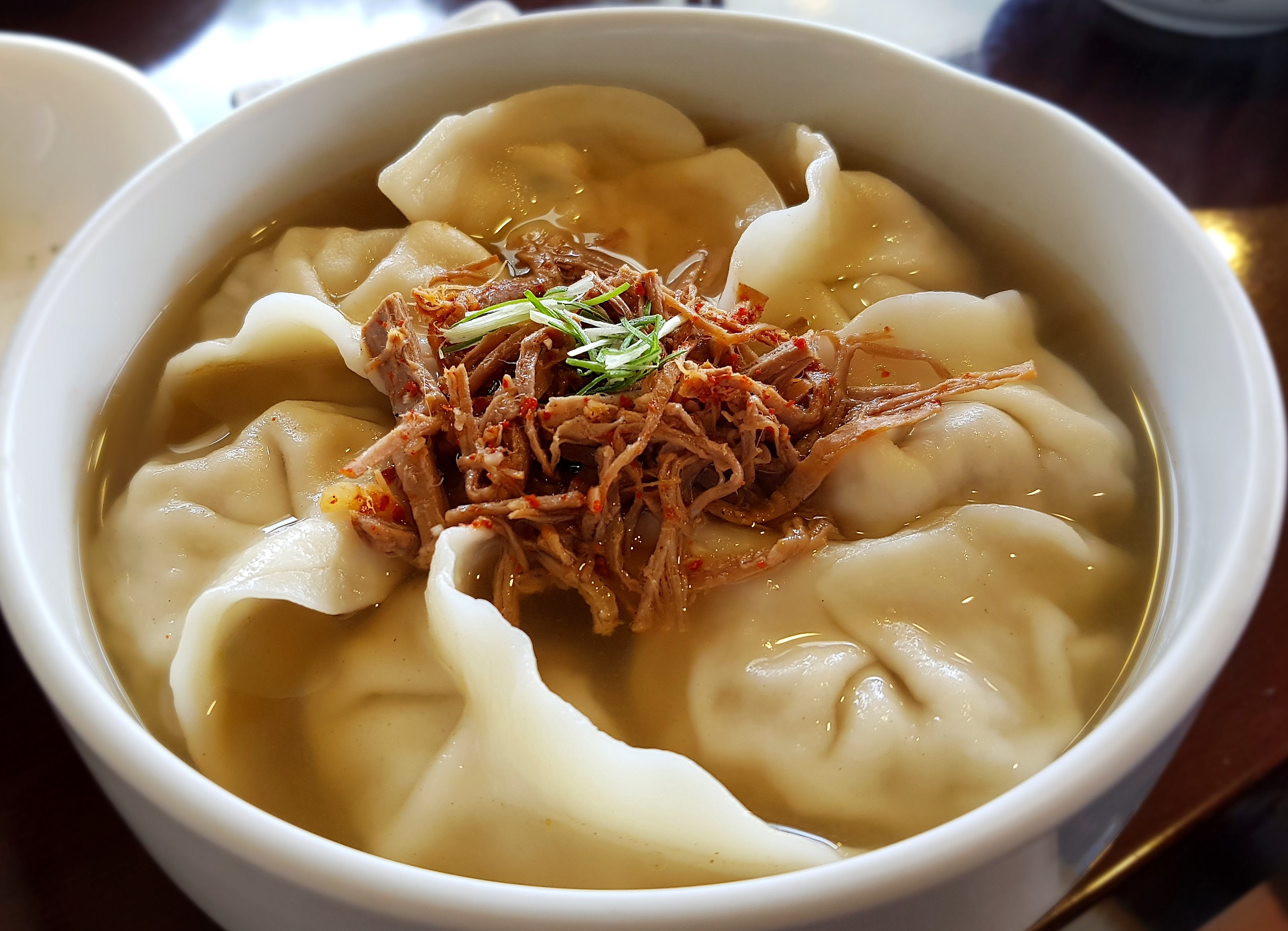
Manduguk
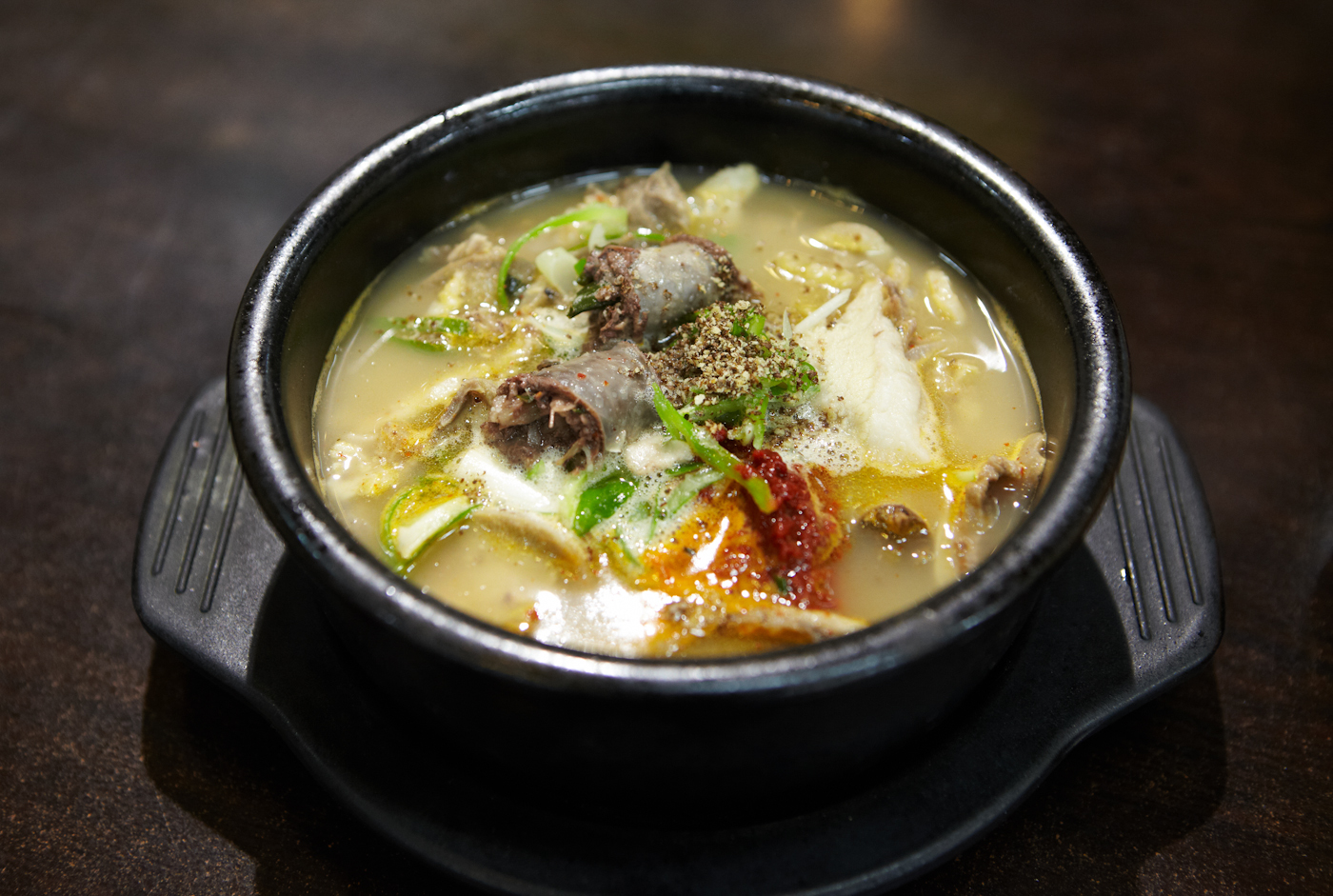
Sundaeguk